# Saison 2013-2014 de la LHJMQ
Saison précédente Saison suivante
La saison 2013-2014 est la 45e saison de hockey sur glace de la Ligue de hockey junior majeur du Québec. La saison régulière voit 18 équipes jouer 68 matchs chacune. Les Foreurs de Val-d'Or remportent la Coupe du président en battant en finale le Drakkar de Baie-Comeau.

## Contexte
Le Rocket de l'Île-du-Prince-Édouard change de nom et devient les Islanders de Charlottetown. Le trophée Jean-Sawyer qui récompensait le meilleur directeur marketing devient une récompense collective pour la meilleure direction marketing.

## Saison régulière

### Classement
| Clt | Équipe                          | Division        | PJ | V  | D  | N | DP | BP  | BC  | Pts |
| --- | ------------------------------- | --------------- | -- | -- | -- | - | -- | --- | --- | --- |
| 1   | Drakkar de Baie-Comeau          | Telus Est       | 68 | 47 | 16 | 2 | 3  | 255 | 170 | 99  |
| 2   | Mooseheads d'Halifax            | Telus Maritimes | 68 | 47 | 18 | 0 | 3  | 292 | 182 | 97  |
| 3   | Foreurs de Val-d'Or             | Telus Ouest     | 68 | 46 | 20 | 1 | 1  | 306 | 213 | 94  |
| 4   | Océanic de Rimouski             | Telus Est       | 68 | 45 | 15 | 3 | 4  | 258 | 194 | 97  |
| 5   | Armada de Blainville-Boisbriand | Telus Ouest     | 68 | 41 | 17 | 5 | 5  | 243 | 196 | 92  |
| 6   | Voltigeurs de Drummondville     | Telus Ouest     | 68 | 43 | 21 | 1 | 3  | 233 | 179 | 90  |
| 7   | Remparts de Québec              | Telus Est       | 68 | 39 | 17 | 5 | 7  | 255 | 209 | 90  |
| 8   | Olympiques de Gatineau          | Telus Ouest     | 68 | 41 | 23 | 1 | 3  | 254 | 218 | 86  |
| 9   | Screaming Eagles du Cap-Breton  | Telus Maritimes | 68 | 37 | 27 | 1 | 3  | 260 | 260 | 78  |
| 10  | Huskies de Rouyn-Noranda        | Telus Ouest     | 68 | 35 | 28 | 3 | 2  | 254 | 243 | 75  |
| 11  | Tigres de Victoriaville         | Telus Est       | 68 | 33 | 27 | 5 | 3  | 229 | 219 | 74  |
| 12  | Wildcats de Moncton             | Telus Maritimes | 68 | 33 | 32 | 0 | 3  | 214 | 226 | 69  |
| 13  | Saguenéens de Chicoutimi        | Telus Est       | 68 | 27 | 40 | 1 | 0  | 183 | 254 | 55  |
| 14  | Titan d'Acadie-Bathurst         | Telus Maritimes | 68 | 22 | 40 | 4 | 2  | 144 | 249 | 50  |
| 15  | Islanders de Charlottetown      | Telus Maritimes | 68 | 21 | 39 | 3 | 5  | 186 | 256 | 50  |
| 16  | Cataractes de Shawinigan        | Telus Est       | 68 | 20 | 39 | 4 | 5  | 163 | 251 | 49  |
| 17  | Sea Dogs de Saint-Jean          | Telus Maritimes | 68 | 19 | 44 | 2 | 3  | 165 | 255 | 43  |
| 18  | Phœnix de Sherbrooke            | Telus Ouest     | 68 | 16 | 43 | 4 | 5  | 180 | 300 | 41  |

- En gras et en italique : champion de la saison régulière
- En gras : champion de division
- En italique : qualifié pour les séries éliminatoires

### Meilleurs pointeurs
| Clt | Joueur                 | Équipe        | PJ | B  | A  | Pts | Pun |
| --- | ---------------------- | ------------- | -- | -- | -- | --- | --- |
| 1   | Anthony Mantha         | Val-d'Or      | 57 | 57 | 63 | 120 | 75  |
| 2   | Marcus Power (en)      | Rouyn-Noranda | 67 | 30 | 79 | 109 | 43  |
| 3   | Jonathan Drouin        | Halifax       | 46 | 29 | 79 | 108 | 43  |
| 4   | Nikolaj Ehlers         | Halifax       | 63 | 49 | 55 | 104 | 51  |
| 5   | Louick Marcotte        | Val-d'Or      | 67 | 42 | 58 | 100 | 47  |
| 6   | Anthony Duclair        | Québec        | 59 | 50 | 49 | 99  | 56  |
| 7   | Guillaume Gélinas (en) | Val-d'Or      | 67 | 23 | 69 | 92  | 81  |
| 8   | Émile Poirier          | Gatineau      | 63 | 43 | 44 | 87  | 129 |
| 9   | Cameron Darcy (en)     | Cap-Breton    | 65 | 35 | 47 | 82  | 51  |
| 10  | Darcy Ashley           | Halifax       | 48 | 30 | 50 | 80  | 72  |

## Séries éliminatoires
Les seize meilleures équipes de la saison régulière participent aux séries, les champions de division étant classés aux trois premières places. La meilleure équipe rencontre la seizième, la deuxième la quinzième et ainsi de suite jusqu'à la huitième qui affronte la neuvième. En quarts de finale et en demi-finales, les matchs sont à nouveau organisés en fonction du classement lors de la saison régulière.
|  | Huitièmes de finale | Huitièmes de finale             | Huitièmes de finale | Huitièmes de finale             |   |                        | Quarts de finale | Quarts de finale | Quarts de finale | Quarts de finale |  |  | Demi-finales      | Demi-finales      | Demi-finales      | Demi-finales      |  |  | Finale         | Finale         | Finale         | Finale         |
|  |                     |                                 |                     |                                 |   |                        |                  |                  |                  |                  |  |  |                   |                   |                   |                   |  |  |                |                |                |                |
|  | du 21 au 26 mars    | du 21 au 26 mars                | du 21 au 26 mars    | du 21 au 26 mars                |   |                        | du 4 au 9 avril  | du 4 au 9 avril  | du 4 au 9 avril  | du 4 au 9 avril  |  |  | du 18 au 29 avril | du 18 au 29 avril | du 18 au 29 avril | du 18 au 29 avril |  |  | du 2 au 13 mai | du 2 au 13 mai | du 2 au 13 mai | du 2 au 13 mai |
|  | 1                   | Drakkar de Baie-Comeau          | 4                   | 4                               |   |                        | du 4 au 9 avril  | du 4 au 9 avril  | du 4 au 9 avril  | du 4 au 9 avril  |  |  | du 18 au 29 avril | du 18 au 29 avril | du 18 au 29 avril | du 18 au 29 avril |  |  | du 2 au 13 mai | du 2 au 13 mai | du 2 au 13 mai | du 2 au 13 mai |
|  | 1                   | Drakkar de Baie-Comeau          | 4                   | 4                               |   |                        | du 4 au 9 avril  | du 4 au 9 avril  | du 4 au 9 avril  | du 4 au 9 avril  |  |  | du 18 au 29 avril | du 18 au 29 avril | du 18 au 29 avril | du 18 au 29 avril |  |  | du 2 au 13 mai | du 2 au 13 mai | du 2 au 13 mai | du 2 au 13 mai |
|  | 16                  | Cataractes de Shawinigan        | 0                   | 0                               |   |                        | du 4 au 9 avril  | du 4 au 9 avril  | du 4 au 9 avril  | du 4 au 9 avril  |  |  | du 18 au 29 avril | du 18 au 29 avril | du 18 au 29 avril | du 18 au 29 avril |  |  | du 2 au 13 mai | du 2 au 13 mai | du 2 au 13 mai | du 2 au 13 mai |
|  | 16                  | Cataractes de Shawinigan        | 0                   | 0                               | 1 | Drakkar de Baie-Comeau | 4                | 4                |                  |                  |  |  | du 18 au 29 avril | du 18 au 29 avril | du 18 au 29 avril | du 18 au 29 avril |  |  | du 2 au 13 mai | du 2 au 13 mai | du 2 au 13 mai | du 2 au 13 mai |
|  | du 21 au 27 mars    |                                 |                     |                                 | 1 | Drakkar de Baie-Comeau | 4                | 4                |                  |                  |  |  | du 18 au 29 avril | du 18 au 29 avril | du 18 au 29 avril | du 18 au 29 avril |  |  | du 2 au 13 mai | du 2 au 13 mai | du 2 au 13 mai | du 2 au 13 mai |
|  |                     |                                 | 10                  | Huskies de Rouyn-Noranda        | 0 | 0                      |                  |                  |                  |                  |  |  | du 18 au 29 avril | du 18 au 29 avril | du 18 au 29 avril | du 18 au 29 avril |  |  | du 2 au 13 mai | du 2 au 13 mai | du 2 au 13 mai | du 2 au 13 mai |
|  | 2                   | Mooseheads d'Halifax            | 10                  | Huskies de Rouyn-Noranda        | 0 | 0                      | 4                | 4                |                  |                  |  |  | du 18 au 29 avril | du 18 au 29 avril | du 18 au 29 avril | du 18 au 29 avril |  |  | du 2 au 13 mai | du 2 au 13 mai | du 2 au 13 mai | du 2 au 13 mai |
|  | 2                   | Mooseheads d'Halifax            | du 4 au 11 avril    |                                 |   |                        | 4                | 4                |                  |                  |  |  | du 18 au 29 avril | du 18 au 29 avril | du 18 au 29 avril | du 18 au 29 avril |  |  | du 2 au 13 mai | du 2 au 13 mai | du 2 au 13 mai | du 2 au 13 mai |
|  | 15                  | Islanders de Charlottetown      | 0                   | 0                               |   |                        |                  |                  |                  |                  |  |  | du 18 au 29 avril | du 18 au 29 avril | du 18 au 29 avril | du 18 au 29 avril |  |  | du 2 au 13 mai | du 2 au 13 mai | du 2 au 13 mai | du 2 au 13 mai |
|  | 15                  | Islanders de Charlottetown      | 0                   | 0                               | 1 | Drakkar de Baie-Comeau | 4                | 4                |                  |                  |  |  |                   |                   |                   |                   |  |  | du 2 au 13 mai | du 2 au 13 mai | du 2 au 13 mai | du 2 au 13 mai |
|  | du 21 au 27 mars    |                                 |                     |                                 | 1 | Drakkar de Baie-Comeau | 4                | 4                |                  |                  |  |  |                   |                   |                   |                   |  |  | du 2 au 13 mai | du 2 au 13 mai | du 2 au 13 mai | du 2 au 13 mai |
|  |                     |                                 | 5                   | Armada de Blainville-Boisbriand | 3 | 3                      |                  |                  |                  |                  |  |  |                   |                   |                   |                   |  |  | du 2 au 13 mai | du 2 au 13 mai | du 2 au 13 mai | du 2 au 13 mai |
|  | 3                   | Foreurs de Val-d'Or             | 5                   | Armada de Blainville-Boisbriand | 3 | 3                      | 4                | 4                |                  |                  |  |  |                   |                   |                   |                   |  |  | du 2 au 13 mai | du 2 au 13 mai | du 2 au 13 mai | du 2 au 13 mai |
|  | 3                   | Foreurs de Val-d'Or             | du 18 au 29 avril   |                                 |   |                        | 4                | 4                |                  |                  |  |  |                   |                   |                   |                   |  |  | du 2 au 13 mai | du 2 au 13 mai | du 2 au 13 mai | du 2 au 13 mai |
|  | 14                  | Titan d'Acadie-Bathurst         | 0                   | 0                               |   |                        |                  |                  |                  |                  |  |  |                   |                   |                   |                   |  |  | du 2 au 13 mai | du 2 au 13 mai | du 2 au 13 mai | du 2 au 13 mai |
|  | 14                  | Titan d'Acadie-Bathurst         | 0                   | 0                               | 2 | Mooseheads d'Halifax   | 4                | 4                |                  |                  |  |  |                   |                   |                   |                   |  |  | du 2 au 13 mai | du 2 au 13 mai | du 2 au 13 mai | du 2 au 13 mai |
|  | du 21 au 26 mars    |                                 |                     |                                 | 2 | Mooseheads d'Halifax   | 4                | 4                |                  |                  |  |  |                   |                   |                   |                   |  |  | du 2 au 13 mai | du 2 au 13 mai | du 2 au 13 mai | du 2 au 13 mai |
|  |                     |                                 | 7                   | Olympiques de Gatineau          | 1 | 1                      |                  |                  |                  |                  |  |  |                   |                   |                   |                   |  |  | du 2 au 13 mai | du 2 au 13 mai | du 2 au 13 mai | du 2 au 13 mai |
|  | 4                   | Océanic de Rimouski             | 7                   | Olympiques de Gatineau          | 1 | 1                      | 4                | 4                |                  |                  |  |  |                   |                   |                   |                   |  |  | du 2 au 13 mai | du 2 au 13 mai | du 2 au 13 mai | du 2 au 13 mai |
|  | 4                   | Océanic de Rimouski             | du 4 au 13 avril    |                                 |   |                        | 4                | 4                |                  |                  |  |  |                   |                   |                   |                   |  |  | du 2 au 13 mai | du 2 au 13 mai | du 2 au 13 mai | du 2 au 13 mai |
|  | 13                  | Saguenéens de Chicoutimi        | 0                   | 0                               |   |                        |                  |                  |                  |                  |  |  |                   |                   |                   |                   |  |  | du 2 au 13 mai | du 2 au 13 mai | du 2 au 13 mai | du 2 au 13 mai |
|  | 13                  | Saguenéens de Chicoutimi        | 0                   | 0                               | 1 | Drakkar de Baie-Comeau | 3                | 3                |                  |                  |  |  |                   |                   |                   |                   |  |  |                |                |                |                |
|  | du 20 au 30 mars    |                                 |                     |                                 | 1 | Drakkar de Baie-Comeau | 3                | 3                |                  |                  |  |  |                   |                   |                   |                   |  |  |                |                |                |                |
|  |                     |                                 | 3                   | Foreurs de Val-d'Or             | 4 | 4                      |                  |                  |                  |                  |  |  |                   |                   |                   |                   |  |  |                |                |                |                |
|  | 5                   | Armada de Blainville-Boisbriand | 3                   | Foreurs de Val-d'Or             | 4 | 4                      | 4                | 4                |                  |                  |  |  |                   |                   |                   |                   |  |  |                |                |                |                |
|  | 5                   | Armada de Blainville-Boisbriand |                     |                                 |   |                        |                  | 4                |                  |                  |  |  |                   |                   |                   |                   |  |  |                |                |                |                |
|  | 12                  | Wildcats de Moncton             | 2                   | 2                               |   |                        |                  |                  |                  |                  |  |  |                   |                   |                   |                   |  |  |                |                |                |                |
|  | 12                  | Wildcats de Moncton             | 2                   | 2                               | 3 | Foreurs de Val-d'Or    | 4                | 4                |                  |                  |  |  |                   |                   |                   |                   |  |  |                |                |                |                |
|  | du 21 au 28 mars    |                                 |                     |                                 | 3 | Foreurs de Val-d'Or    | 4                | 4                |                  |                  |  |  |                   |                   |                   |                   |  |  |                |                |                |                |
|  |                     |                                 | 6                   | Voltigeurs de Drummondville     | 2 | 2                      |                  |                  |                  |                  |  |  |                   |                   |                   |                   |  |  |                |                |                |                |
|  | 6                   | Voltigeurs de Drummondville     | 6                   | Voltigeurs de Drummondville     | 2 | 2                      | 4                | 4                |                  |                  |  |  |                   |                   |                   |                   |  |  |                |                |                |                |
|  | 6                   | Voltigeurs de Drummondville     | du 3 au 15 avril    |                                 |   |                        | 4                | 4                |                  |                  |  |  |                   |                   |                   |                   |  |  |                |                |                |                |
|  | 11                  | Tigres de Victoriaville         | 1                   | 1                               |   |                        |                  |                  |                  |                  |  |  |                   |                   |                   |                   |  |  |                |                |                |                |
|  | 11                  | Tigres de Victoriaville         | 1                   | 1                               | 2 | Mooseheads d'Halifax   | 3                | 3                |                  |                  |  |  |                   |                   |                   |                   |  |  |                |                |                |                |
|  | du 21 au 28 mars    |                                 |                     |                                 | 2 | Mooseheads d'Halifax   | 3                | 3                |                  |                  |  |  |                   |                   |                   |                   |  |  |                |                |                |                |
|  |                     |                                 | 3                   | Foreurs de Val-d'Or             | 4 | 4                      |                  |                  |                  |                  |  |  |                   |                   |                   |                   |  |  |                |                |                |                |
|  | 7                   | Remparts de Québec              | 3                   | Foreurs de Val-d'Or             | 4 | 4                      | 1                | 1                |                  |                  |  |  |                   |                   |                   |                   |  |  |                |                |                |                |
|  | 7                   | Remparts de Québec              |                     |                                 |   |                        |                  | 1                |                  |                  |  |  |                   |                   |                   |                   |  |  |                |                |                |                |
|  | 10                  | Huskies de Rouyn-Noranda        | 4                   | 4                               |   |                        |                  |                  |                  |                  |  |  |                   |                   |                   |                   |  |  |                |                |                |                |
|  | 10                  | Huskies de Rouyn-Noranda        | 4                   | 4                               | 4 | Océanic de Rimouski    | 3                | 3                |                  |                  |  |  |                   |                   |                   |                   |  |  |                |                |                |                |
|  | du 21 au 27 mars    |                                 |                     |                                 | 4 | Océanic de Rimouski    | 3                | 3                |                  |                  |  |  |                   |                   |                   |                   |  |  |                |                |                |                |
|  |                     |                                 | 5                   | Armada de Blainville-Boisbriand | 4 | 4                      |                  |                  |                  |                  |  |  |                   |                   |                   |                   |  |  |                |                |                |                |
|  | 8                   | Olympiques de Gatineau          | 5                   | Armada de Blainville-Boisbriand | 4 | 4                      | 4                | 4                |                  |                  |  |  |                   |                   |                   |                   |  |  |                |                |                |                |
|  | 8                   | Olympiques de Gatineau          |                     |                                 |   |                        |                  | 4                |                  |                  |  |  |                   |                   |                   |                   |  |  |                |                |                |                |
|  | 9                   | Screaming Eagles du Cap-Breton  | 0                   | 0                               |   |                        |                  |                  |                  |                  |  |  |                   |                   |                   |                   |  |  |                |                |                |                |
|  | 9                   | Screaming Eagles du Cap-Breton  | 0                   | 0                               |   |                        |                  |                  |                  |                  |  |  |                   |                   |                   |                   |  |  |                |                |                |                |
|  |                     |                                 |                     |                                 |   |                        |                  |                  |                  |                  |  |  |                   |                   |                   |                   |  |  |                |                |                |                |

## Équipes d'étoiles
La ligue sélectionne trois équipes d'étoiles dont une pour les recrues.

### Première équipe
- Gardien de but : Philippe Cadorette, Drakkar de Baie-Comeau
- Défenseur : Guillaume Gélinas, Foreurs de Val-d'Or
- Défenseur : Randy Gazzola, Foreurs de Val-d'Or
- Ailier gauche : Anthony Duclair, Remparts de Québec
- Centre : Jonathan Drouin, Mooseheads d'Halifax
- Ailier droit : Anthony Mantha, Foreurs de Val-d'Or

### Deuxième équipe
- Gardien de but : Zachary Fucale, Mooseheads d'Halifax
- Défenseur : Justin Haché, Screaming Eagles du Cap-Breton
- Défenseur : MacKenzie Weegar, Mooseheads d'Halifax
- Ailier gauche : Nikolaj Ehlers, Mooseheads d'Halifax
- Centre : Cameron Darcy, Screaming Eagles du Cap-Breton
- Ailier droit : Marcus Power, Huskies de Rouyn-Noranda

### Équipes des recrues
- Gardien de but : Callum Booth, Remparts de Québec
- Défenseur : Jérémy Roy, Phœnix de Sherbrooke
- Défenseur : Nicolas Meloche, Drakkar de Baie-Comeau
- Ailier gauche : Nikolaj Ehlers, Mooseheads d'Halifax
- Centre : Alexandre Goulet, Islanders de Charlottetown
- Ailier droit : Daniel Sprong, Islanders de Charlottetown

## Trophées
Cinq récompenses collectives et dix-neuf individuelles sont décernées.

### Récompenses collectives
- Coupe du président (champions des séries éliminatoires) : Foreurs de Val-d'Or
- Trophée Jean-Rougeau (champions de la saison régulière) : Drakkar de Baie-Comeau
- Trophée Robert-Lebel (meilleure moyenne de buts encaissés) : Drakkar de Baie-Comeau
- Trophée Luc-Robitaille (plus grand nombre de buts marqués) : Foreurs de Val-d'Or
- Trophée Jean-Sawyer (meilleure direction marketing) : Phœnix de Sherbrooke

### Récompenses individuelles
- Trophée Jean-Béliveau (meilleur pointeur : Anthony Mantha, Foreurs de Val-d'Or
- Trophée Jacques-Plante (meilleure moyenne de buts encaissés) : Zachary Fucale, Mooseheads d'Halifax
- Trophée Michel-Bergeron (recrue offensive de l'année) : Nikolaj Ehlers, Mooseheads d'Halifax
- Trophée Frank-J.-Selke (joueur le plus gentilhomme) : Frédérick Gaudreau, Voltigeurs de Drummondville
- Trophée Michel-Brière (meilleur joueur) : Anthony Mantha, Foreurs de Val-d'Or
- Trophée Émile-Bouchard (défenseur de l'année) : Guillaume Gélinas, Foreurs de Val-d'Or
- Trophée Guy-Lafleur (meilleur joueur des séries éliminatoires) : Antoine Bibeau, Foreurs de Val-d'Or
- Trophée Michael-Bossy (meilleur espoir) : Nikolaj Ehlers, Mooseheads d'Halifax
- Trophée Raymond-Lagacé (recrue défensive de l'année) : Jérémy Roy, Phœnix de Sherbrooke
- Trophée Marcel-Robert (meilleur étudiant) : Jérémy Grégoire, Drakkar de Baie-Comeau
- Trophée Paul-Dumont (personnalité de l'année) : Zachary Fucale, Mooseheads d'Halifax
- Trophée John-Horman (administrateur de l'année) : Serge Proulx, Drakkar de Baie-Comeau
- Coupe RDS (meilleure recrue) : Nikolaj Ehlers, Mooseheads d'Halifax
- Trophée Ron-Lapointe (meilleur entraîneur) : Éric Veilleux, Drakkar de Baie-Comeau
- Plaque Cabinet de relations publiques NATIONAL (plus grande implication dans la communauté) : Charles-David Beaudoin, Voltigeurs de Drummondville
- Trophée Kevin-Lowe (meilleur défenseur défensif) : Justin Haché, Screaming Eagles du Cap-Breton
- Trophée Guy-Carbonneau (meilleur attaquant défensif) : Félix Girard, Drakkar de Baie-Comeau
- Trophée Maurice-Filion (directeur général de l'année) : Steve Ahern, Drakkar de Baie-Comeau
- Trophée Denis-Arsenault (conseiller pédagogique de l'année) : Gary MacLean, Screaming Eagles du Cap-Breton